# Novillero
Novillero är en ort i Mexiko.   Den ligger i kommunen Huatusco och delstaten Veracruz, i den sydöstra delen av landet, 230 km öster om huvudstaden Mexico City. Novillero ligger 1 078 meter över havet och antalet invånare är 215.
Terrängen runt Novillero är kuperad. Runt Novillero är det ganska tätbefolkat, med 139 invånare per kvadratkilometer. Närmaste större samhälle är Huatusco de Chicuellar, 6,2 km nordväst om Novillero. I omgivningarna runt Novillero växer i huvudsak städsegrön lövskog.